# غذاخوری گردان

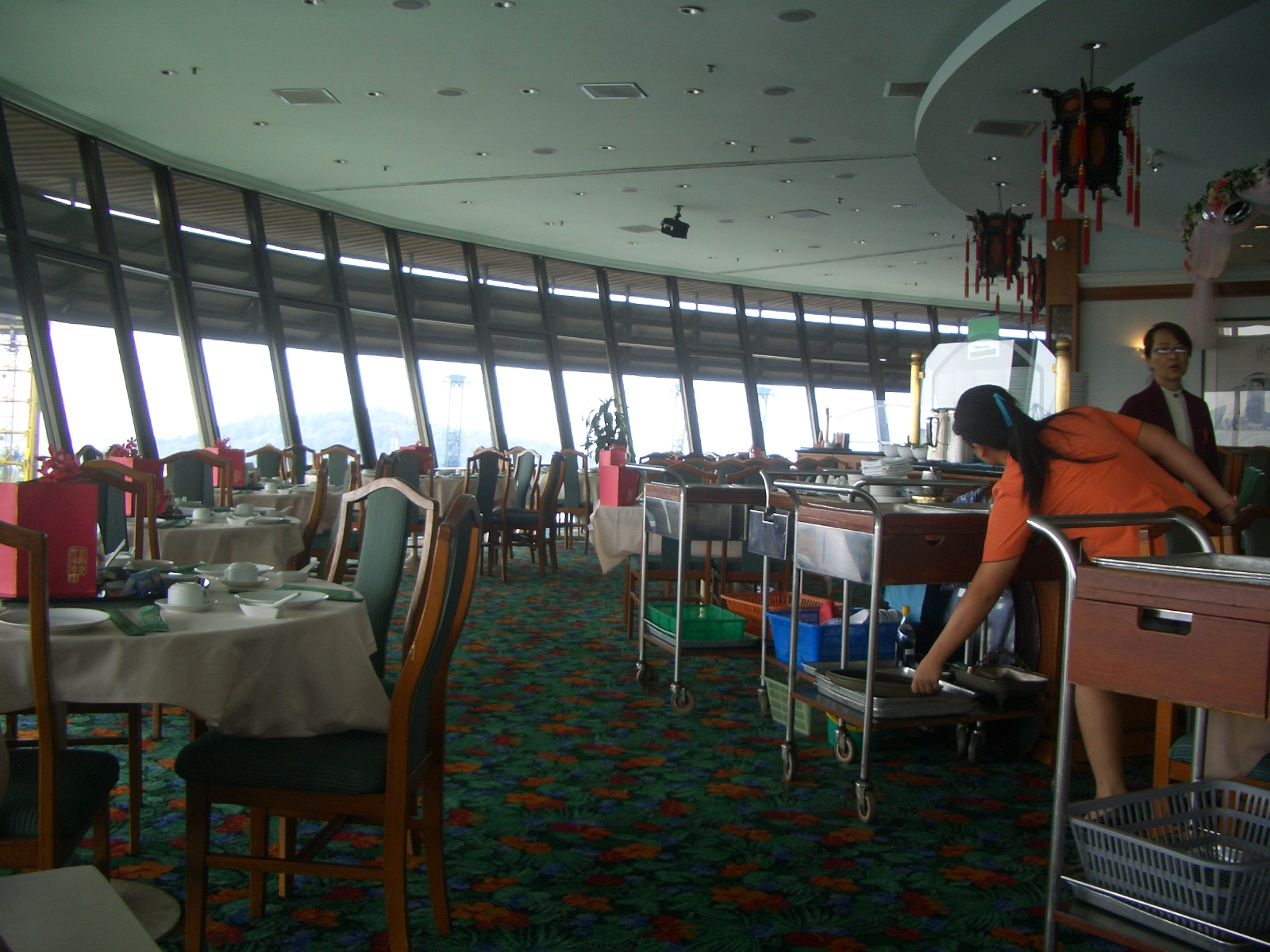
غذاخوری گردان (به انگلیسی: Revolving restaurant) سازه‌ای مدور است که در مرکزیت آن معمولاً آشپزخانه قرار دارد.

غذاخوری گردان (به انگلیسی: Revolving restaurant) سازه‌ای مدور است که در مرکزیت آن معمولاً آشپزخانه قرار دارد. این سازه در مدت ۵۰ دقیقه به‌طور تقریبی یک دور نامحسوس می‌زند و بیش‌تر در ارتفاع قرار می‌گیرد.